# Église Saint-Jean-Baptiste de Ceilhes
Pour les articles homonymes, voir Église Saint-Jean-Baptiste.
L'église Saint-Jean-Baptiste de Ceilhes est une église fortifiée datant des XIIe – XIVe siècles située sur la commune de Ceilhes-et-Rocozels dans le département français de l'Hérault et la région Occitanie.

## Typologie
L'église est classée comme église fortifiée.

## Construction
La construction des différentes parties constituantes (ouvrage fortifié, maison) ont été réalisées à quatre époques différentes :
- première moitié du XIIe siècle ;

C'est de cette époque que date le narthex qui est l'entrée de l'église, la pièce intermédiaire avant d'accéder à la nef.
- à la limite entre le XIIe et le XIIIe siècle ;

- au premier quart du XIVe siècle ;

Le chœur, les chapelles latérales et le portail nord datent de cette époque.
- au dernier quart du XIVe siècle ;

Cette époque a vu la fortification du chœur.

## Architecture
L’église Saint Jean-Baptiste mesure 43,60 mètres de long pour 14,50 mètres dans sa plus grande largeur. 
Elle est bien orientée selon la tradition liturgique. 
Son plan est la juxtaposition bout à bout, dans le même axe, de deux parties principales très distinctes, qui correspondent aux 2 phases principales de construction : la première nef, située du côté de l’entrée, et plus étroite, date du XIIe siècle ; la seconde, plus large, ainsi que le chœur datent du XIVe siècle.
Le gros-œuvre a été réalisé en grès, en pierre de taille, avec un enduit partiel. Les matériaux de couverture sont les tuiles creuses et l'ardoise.
L'église se présente sur un plan allongé, sous la forme d'un vaisseau.
Comme couvrement, on trouve une voûte en berceau et une voûte d’ogives.
Les types de couverture (type) sont des toits à longs pans et des toits en pavillon.
Le décor est composé de sculptures et de peintures.
On rencontre un escalier en demi-hors-œuvre et un escalier en vis sans jour, qui a été muré car la chaire auquel il menait menaçait de tomber.
Cette chaire a donc été démontée, puis déplacée de l'autre côté, de manière à la rendre plus accessible.
La chaire démontée et aujourd’hui située à l’entrée du chœur à gauche.

## Histoire
La plus ancienne mention connue de l'église Saint-Jean-Baptiste de Ceilhes remonte à 1135. Elle figure dans une bulle du pape Innocent II qui énumère les possessions de l'abbaye bénédictine Saint-Pierre de Joncels. 
À Ceilhes, il s'agissait d'un prieuré régulier (Ceilhes est mentionné en 1101 et comme prieuré en 1323), c'est-à-dire sans religieux ; la paroisse était confiée à un moine de Joncels. On mentionne par ailleurs une paroisse Notre-Dame de Ceilhes qui s'étendait jusqu'au fortifications de Rocozels au nord-ouest (1147).
Les origines de l'église sont toutefois sans doute plus anciennes ; en effet, l'évangélisation de la région s'est faite précocement, comme en témoignent le monastère de Joncels du VIIe siècle et l'église primitive Saint-Martin des Ubertes, à 6 kilomètres au nord-ouest de Ceilhes, église-mère de la région remontant probablement à l'époque wisigothique. 
Au XIVe siècle, elle fut comprise dans l'archiprêtré de Lunas, dit de Boussagues, alors qu'au milieu du XVIIIe siècle, on voit se succéder à Ceilhes des prieurs et des chapelains qui habitaient parfois très loin de la paroisse et pour lesquels l'église de Ceilhes n'était qu'un bénéfice assurant ses revenus personnels.
Des peintures murales antérieures à la Révolution ont été recouvertes vers 1950.
C'est aujourd'hui l'église paroissiale.

## Intérieur
La visite s’effectue du fond de l’église en remontant vers le chœur.
On entre dans l’église par un petit portail roman en arc plein cintre. Les marches d’escalier nous permettent de descendre dans la nef du XIIe siècle, la plus petite. Remarquez les très beaux chapiteaux romans.
Au XIVe siècle, l’église a été agrandie vers l’est avec une nef plus large et le chœur. Elle est de style dépouillé, sans transept ni pilier. Le chœur, orienté, est à chevet plat. Sa voûte repose sur une croisée d’ogive. Au centre, la clé représenterait le visage d’une femme. Les arcs retombent ensuite sur  des culs de lampe  ornés de figures humaines et de motifs végétaux (sans doute une survivance du roman). À droite du chœur se trouve la sacristie, ancienne chapelle Sainte-Catherine fondée au bénéfice des seigneurs de Rocozels (ce fut leur lieu de sépulture). Les deux chapelles latérales, postérieures, sont enclavées dans les contreforts extérieurs ; la chapelle sud est dédiée à saint Joseph (ancienne chapelle Saint-Blaise) ; celle au nord à la Vierge (ancienne chapelle du Rosaire).

## Décoration
- les vitraux du chœur : les plus remarquables sont les deux vitraux de la baie axiale ; ils représentent à droite le Christ et à gauche saint Jean-Baptiste, patron de la paroisse. Ces vitraux dateraient du XIVe siècle. Ceux des baies latérales sont plus récents :

ils représentent au nord saint Pierre (à droite) et saint Paul (à gauche). Au sud sont représentés à droite saint Fulcran (évêque de Lodève de 946 à 1006) et à gauche saint Joseph. 
- Les peintures murales : murs et voûtes du sanctuaire étaient à l’origine peints ; les décors représentaient des architectures à l’antique. La voûte était peinte d’un bleu clair avec nuages blancs et angelots, et piquetée d’étoiles métalliques. Sur l’arc triomphal étaient peint cinq personnages en buste. Toutes ces peintures qui dataient certainement du XIVe siècle et formaient avec les vitraux un ensemble homogène ont disparu au XXe siècle

- Le maître-autel, ainsi que les nombreuses statues[2].

## Extérieur
Nous ressortons de l’église par la porte des Morts ; elle menait en effet jusqu’au XIXe siècle au cimetière, situé sous l’actuelle place de l'église.
Remarquons que l’édifice est massif et assez austère. Il est dépourvu d’éléments de décors. Au XIVe siècle, l’église de Ceilhes a en effet été comprise dans le système de défense du village : la façade sud est cantonnée d’épais contreforts (les 'encoules') et dépourvue d’ouvertures ; le chevet est support à un ouvrage défensif : des mâchicoulis sur arc de type assommoir.
L’église de Ceilhes correspond tout à fait au style d’église méridionale du XIVe siècle conçue comme une forteresse.
Au sommet, le clocher du XIIe siècle et surélevé au XIVe, est percé de baies géminées à arcs plein cintre. De nos jours, les quatre cloches (dont deux datent de l’an 2000), guident encore Ceilhois et Ceilhoises  dans leurs activités quotidiennes.

## Inscription au patrimoine de France
L'église est propriété de la commune.
À la suite d'une étude de type inventaire topographique, elle a été inscrite aux Monuments Historiques le 26 novembre 1986, et se trouve donc protégée.

## Galerie d'images

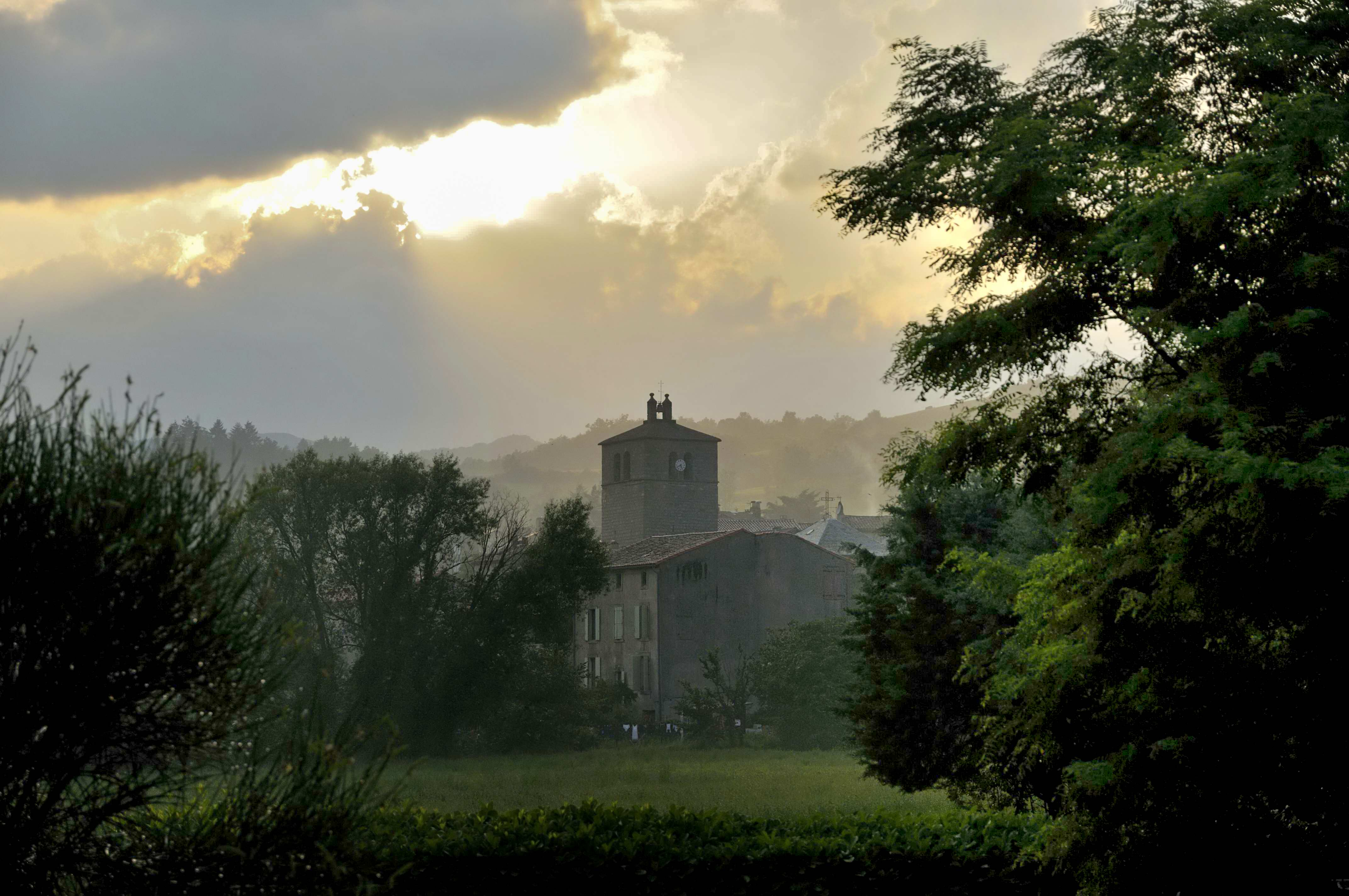
Église Saint-Jean-Baptiste de Ceilhes.
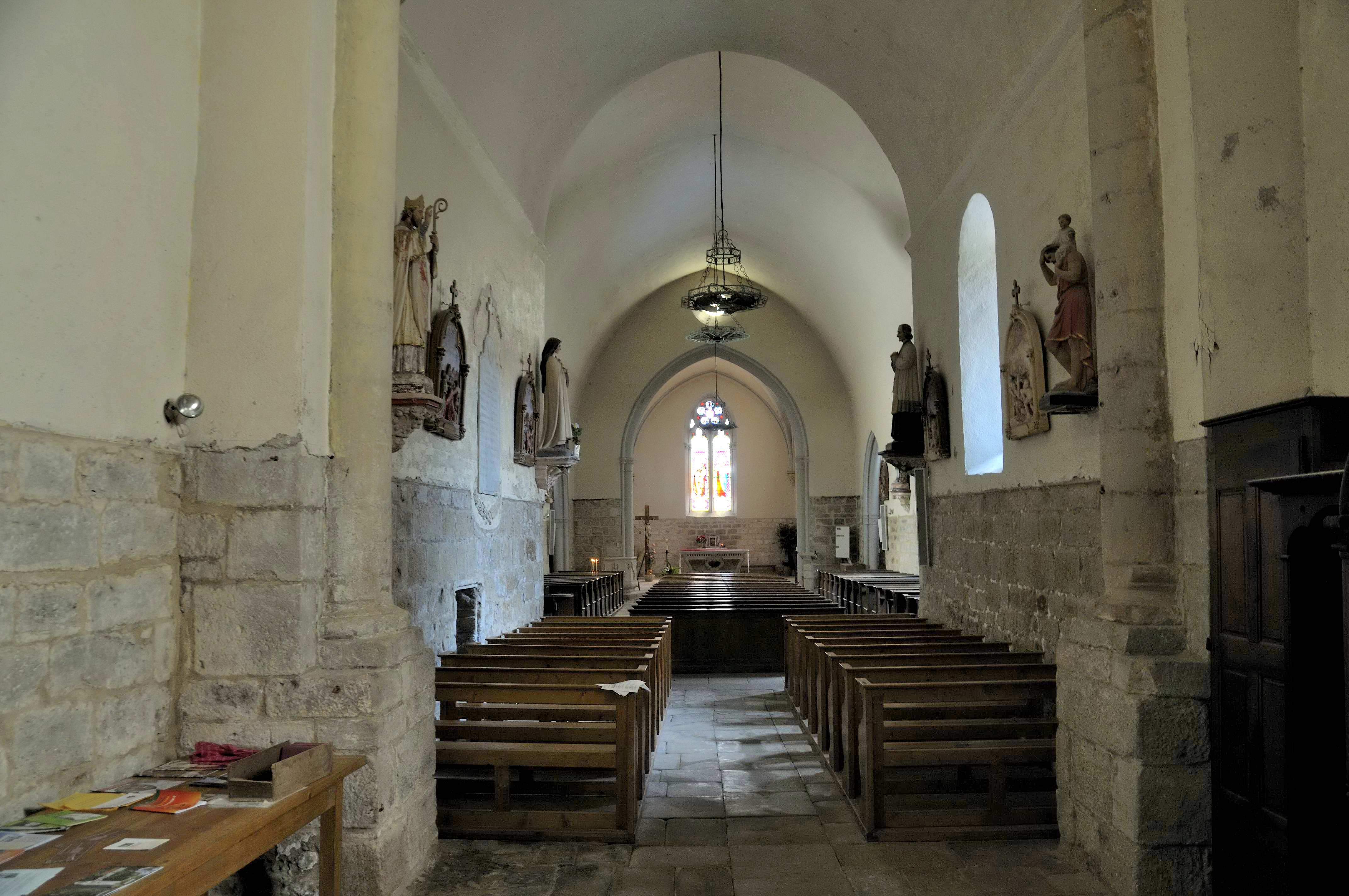
La nef et le chœur de l'église Saint-Jean-Baptiste de Ceilhes.